# 吉村将生
吉村 将生（よしむら まさき、1979年4月29日 - ）は、北海道白老郡白老町出身の元プロ野球選手（内野手）。右投右打。

## 来歴・人物
東海大四高では、2年夏に南北海道大会準優勝。3年時に11本塁打を記録。
1997年のプロ野球ドラフト会議で読売ジャイアンツから7位指名を受け、12月1日に契約金3500万円・年俸480万円（金額は推定）で仮契約を結んだ。背番号は93。俊足で、二軍の試合では代走で使われていたことがしばしばあった。
2001年10月5日に戦力外通告を受け、現役引退。

## 詳細情報

### 年度別打撃成績
一軍公式戦出場なし

### 背番号
- 93 （1998年 - 2001年）